# Numazu
Numazu (沼津市, Numazu-shi) est une ville située dans la préfecture de Shizuoka au Japon.

## Géographie

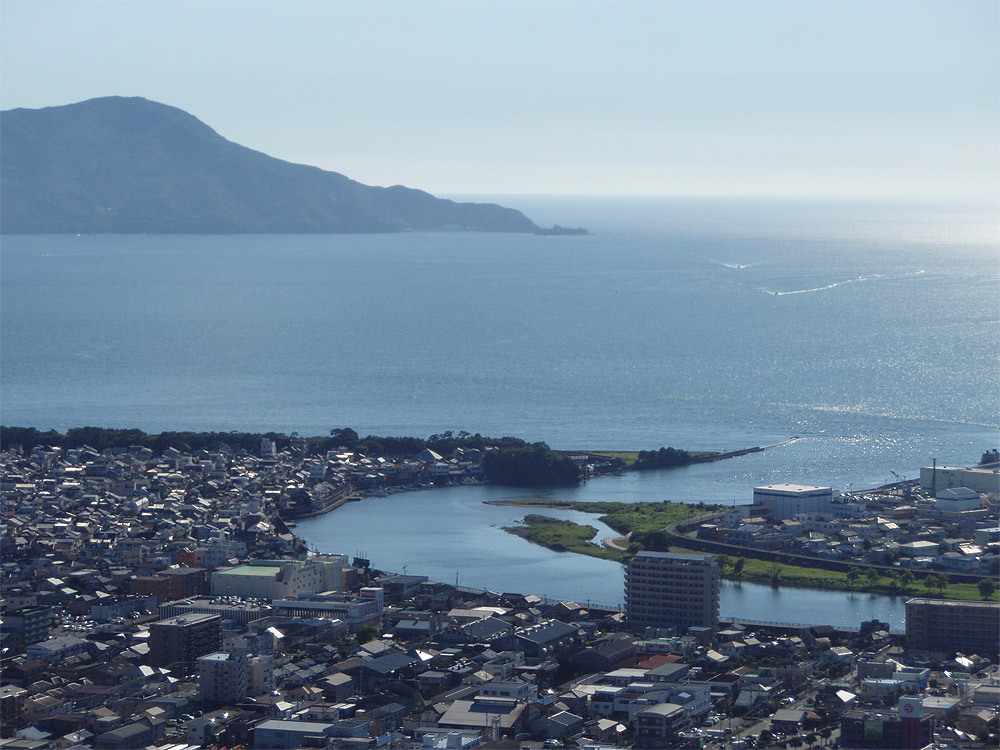
L'embouchure du fleuve Kano, à Numazu.

### Situation
La ville de Numazu est située dans le nord-ouest de la péninsule d'Izu, 130 km à l'ouest de Tokyo, dans la préfecture de Shizuoka, sur l'île de Honshū, au Japon.

### Démographie
En avril 2019, la population de Numazu était de 195 039 habitants, répartis sur une superficie de 186,96 km2,.

### Hydrographie
Numazu est bordée par la baie de Suruga.

## Histoire
Numazu a acquis le statut de ville le 1er juillet 1923. Elle est nommée ville spéciale en 2000.
Le 1er avril 2005, le village de Heda (district de Tagata) a été intégré à Numazu.
Depuis l'ère Meiji (1868-1912) et jusqu'en 1969, la famille impériale japonaise y avait une villa.

## Culture locale et patrimoine
- Château de Numazu

## Transports
La ville de Numazu est desservie par les lignes classiques Tōkaidō et Gotemba. La gare de Numazu est la principale gare de la ville.

## Jumelages
- Kalamazoo (États-Unis) depuis 1963
- Yueyang (Chine) depuis 1985

## Symboles municipaux
L'arbre symbole de Numazu est le pin et sa fleur symbole Crinum asiaticum.

## Personnalités liées à la municipalité
- Tomita Tsunejirō (1865-1937), judoka
- Bokusui Wakayama (1885-1928), poète
- Kōjirō Serizawa (1897-1993), romancier
- Reizo Koike (1915-1998), nageur
- Norio Ohga (1930-2011), homme d'affaires
- Inaba Haruo (né en 1931), peintre
- Jiro Nagasawa (1932-2010), nageur
- Gisaburō Sugii (né en 1940), réalisateur
- Nobutaka Machimura (né en 1944), homme politique
- Masato Harada (né en 1949), réalisateur
- Kōji Murofushi (né en 1974), athlète
- Kyoko Iwasaki (née en 1978), nageuse
- Shinji Ono (né en 1979), footballeur
- Ryōhei Katō (né en 1993), gymnaste